# Secrétaire d'État à l'Énergie et au Changement climatique
Le secrétaire d'État à la Sécurité énergétique et à la Neutralité carbone (en anglais : Secretary of State for Energy Security and Net Zero, communément appelé Energy Security Secretary) est un secrétaire d'État du cabinet du Royaume-Uni, placé à la tête du département de la Sécurité énergétique et de la Neutralité carbone.
Le travailliste Ed Miliband en est le titulaire depuis le 5 juillet 2024.

## Historique
Le poste de « secrétaire d'État à l'Énergie » (Secretary of State for Energy) est créé le 8 janvier 1974 — à quelques semaines de l'expiration du mandat d'Edward Heath — par séparation du secrétaire d'État au Commerce et à l'Industrie, dans la perspective du premier choc pétrolier. Les politiques de privatisation du secteur énergétique entreprises par Margaret Thatcher conduisent John Major à abolir ce poste et son département au début de son second mandat, le 11 avril 1992 et à les réintégrer au département du Commerce et de l'Industrie.
Lors d'un remaniement de son gouvernement opéré le 3 octobre 2008, Gordon Brown recrée la fonction avec le titre de « secrétaire d'État à l'Énergie et au Changement climatique » (Secretary of State for Energy and Climate ChangeTexte en italique), par séparation des compétences relevant jusqu'à présent du secrétaire d'État aux Affaires, aux Entreprises et aux Réformes réglementaires. En arrivant au pouvoir en 2016, Theresa May décide de l'unir aux responsabilités du secrétaire d'État aux Affaires, à l'Innovation et aux Compétences pour créer le poste de secrétaire d'État aux Affaires, à l'Énergie et à la Stratégie industrielle.
Le Premier ministre Rishi Sunak décide à son tour de rétablir cette responsabilité lors d'un remaniement ministériel qu'il opère le 7 février 2023. Scindant les fonctions du secrétaire d'État aux Affaires, à l'Énergie et à la Stratégie industrielle, il crée la position de « secrétaire d'État à la Sécurité énergétique et à la Neutralité carbone ».

### Liste
| Nom                                                                    | Nom             | Nom             | Dates du mandat   | Dates du mandat   | Parti politique | Gouvernement         |
| ---------------------------------------------------------------------- | --------------- | --------------- | ----------------- | ----------------- | --------------- | -------------------- |
| Secrétaire d'État à l'Énergie                                          |                 |                 |                   |                   |                 |                      |
|                                                                        | Peter Carington |                 | 8 janvier 1974    | 4 mars 1974       | Conservateur    | Heath                |
|                                                                        | Eric Varley     | Eric Varley     | 5 mars 1974       | 10 juin 1975      | Travailliste    | Wilson III et IV     |
|                                                                        | Tony Benn       |                 | 10 juin 1975      | 4 mai 1979        | Travailliste    | Wilson IV Callaghan  |
|                                                                        | David Howell    |                 | 5 mai 1979        | 14 septembre 1981 | Conservateur    | Thatcher I           |
|                                                                        | Nigel Lawson    |                 | 14 septembre 1981 | 11 juin 1983      | Conservateur    | Thatcher I           |
|                                                                        | Peter Walker    | Peter Walker    | 11 juin 1983      | 13 juin 1987      | Conservateur    | Thatcher II          |
|                                                                        | Cecil Parkinson | Cecil Parkinson | 13 juin 1987      | 24 juillet 1989   | Conservateur    | Thatcher III         |
|                                                                        | John Wakeham    |                 | 24 juillet 1989   | 11 avril 1992     | Conservateur    | Thatcher III Major I |
| Secrétaire d'État à l'Énergie et au Changement climatique              |                 |                 |                   |                   |                 |                      |
|                                                                        | Ed Miliband     |                 | 3 octobre 2008    | 11 mai 2010       | Travailliste    | Brown                |
|                                                                        | Chris Huhne     |                 | 12 mai 2010       | 3 février 2012    | LibDem          | Cameron I            |
|                                                                        | Edward Davey    |                 | 3 février 2012    | 8 mai 2015        | LibDem          | Cameron I            |
|                                                                        | Amber Rudd      |                 | 11 mai 2015       | 13 juillet 2016   | Conservateur    | Cameron II           |
| Secrétaire d'État à la Sécurité énergétique et à la Neutralité carbone |                 |                 |                   |                   |                 |                      |
|                                                                        | Grant Shapps    |                 | 7 février 2023    | 31 août 2023      | Conservateur    | Sunak                |
|                                                                        | Claire Coutinho |                 | 31 août 2023      | 5 juillet 2024    | Conservateur    | Sunak                |
|                                                                        | Ed Miliband     |                 | 5 juillet 2024    | en fonction       | Travailliste    | Starmer              |